# Diadème–2
Diadème–2 (D–1D) francia geodéziai műhold.

## Küldetés
Fő cél geodéziai mérések végzése.

## Jellemzői
Gyártotta a Matra (Mecanique-Aviation-TRAction), üzemeltette a Francia Űrügynökség (CNES).
Megnevezései: Diapason–2; Diapason; Diamant (D–1D); COSPAR: 1967-014A; Kódszáma: 2680.
1967. február 15-én a Hammaguiri (Algéria) Joint Test Center Special Weapons űrközpontból a Diamant–A hordozórakétával juttatták magas Föld körüli pályára (HEO = High-Earth Orbit). Az orbitális egység pályája 110,01 perces, 39,45 fokos hajlásszögű, elliptikus pálya perigeuma 591 kilométer, az apogeuma 1881 kilométer volt.
Egy tengelyesen a Föld mágneses terének irányában forgással stabilizált űreszköz. Átmérője 50, magassága 20 centiméter, tömege 22,7 kilogramm. A testen 144 reflektort (fényvisszaverőt) helyeztek el.  Energia ellátását 4 darab, fixen rögzített napelem, éjszakai (földárnyék) energiát ezüst-cink akkumulátorok biztosították. Tervezett szolgálati idő 200 hónap. Telemetria rendszer (136 MHz-es frekvencián) biztosította az adatforgalmat. A geodéziai programot a Smithsonian Asztrofizikai Obszervatórium (SAO) készítette. Fényképészeti programjához Baker – Nunn kamerákat alkalmaztak. Helyzetmeghatározóval rendelkezett.
Programja
1. lézeres, optikai, radar helymeghatározást és geodéziai méréseket biztosított,
2. földmérési célokra doppler távolságmérés 150/400 MHz-en. A doppler műveletek 1967. április 5-én technikai okok miatt megszűntek.

1974. április 5-én befejezte aktív szolgálatát.
Előző, felépítésében, programjában megegyező műhold a Diadème–1.

## Külső hivatkozások
- Diadème. lib.cas.cz. [2013. október 13-i dátummal az eredetiből archiválva]. (Hozzáférés: 2014. február 10.)
- Diadème. astronautix.com. (Hozzáférés: 2014. február 10.)
- Diadème. nasa.gov. (Hozzáférés: 2014. február 10.)
- Diadème. skyrocket.de. (Hozzáférés: 2014. február 10.)